# Aigle d'Isidore
Spizaetus isidori
Espèce
Synonymes
- Oroaetus isidori

Statut de conservation UICN

 EN C2a(i) : En danger
Statut CITES
L'Aigle d'Isidore (Spizaetus isidori) est une espèce d'oiseaux appartenant à la famille des Accipitridae.
Son nom est en hommage à Isidore Geoffroy Saint-Hilaire

## Répartition
On le trouve dans les forêts de montagne humides des Andes du nord-ouest de l'Argentine au Venezuela, avec des populations isolées dans la cordillère de la Costa, la Serranía del Perijá et la Sierra Nevada de Santa Marta. Il est généralement local et rare.